# カール・ムック
カール・ムック（Karl Muck、1859年10月22日 - 1940年3月3日）は、ドイツの指揮者。20世紀前半を代表する指揮者の一人である。

## 経歴
ダルムシュタットの音楽一家に生まれる。
当初は歴史学を専攻し、1880年にハイデルベルク大学で博士号を取得するが、のちにライプツィヒ音楽院に学び、ゲヴァントハウス管弦楽団のソリストとして音楽家に転身する。
以降、チューリヒ歌劇場の合唱指揮者を皮切りに、第一次世界大戦前の一時期を除き、主にドイツ・オーストリア圏で活躍し、またアメリカではボストン交響楽団の常任指揮者を務めた。しかしスパイ活動を疑われて1918年に逮捕され、第一次戦後アメリカから追放された。
特にリヒャルト・ワーグナーの権威として名を上げ、1901年から、主宰者ヴィニフレート・ワーグナーと訣別する1930年までのおよそ30年にわたってバイロイト音楽祭に客演し、『パルジファル』の上演に携わった。シュトゥットガルトにて没。

## 評価
- (A) very great master, whose reliability, maturity and selfless dedication are not equaled by any living artist.『ムックは、その信頼度、円熟度、音楽に対する無私の献身において当今並び立つものがいない偉大なマエストロ』（アルトゥル・シュナーベル）
- (A)n ideal accompanist.『理想の伴奏者』（イグナツィ・パデレフスキ）
- Though old enough to be part of generation known for taking liberties with the score and indulging in flexible tempos, he was by contrast disciplined and direct, less concerned with placing his personal stamp on a score than on demonstrating fidelity to the score and ceding a certain interpretive anonymity.『ムックはスコアに対する放縦な解釈、恣意的なテンポの設定が当たり前だと考えられていた世代に属する指揮者だが、例外的に、わたくしを滅し、スコアに忠実であることを旨としていた』（ハロルド・ショーンバーグ）

## 録音
ムックはグスタフ・マーラーよりも1歳年長であるが、マーラーより遥かに長生きしたため、いくつかの録音を遺している。
- ボストン交響楽団を指揮したピョートル・チャイコフスキー、エクトル・ベルリオーズ、エルマンノ・ヴォルフ＝フェラーリなどの小品集
- ベルリン国立歌劇場管弦楽団を指揮したワーグナーの管弦楽曲集
- ベルリン国立歌劇場管弦楽団、バイロイト祝祭管弦楽団を指揮した『パルジファル』（抜粋）